# شيكو بينهيرو
شيكو بينهيرو (بالبرتغالية: Chico Pinheiro‏) هو عازف قيثارة برازيلي، ولد في 8 ديسمبر 1975 في ساو باولو في البرازيل.

## وصلات خارجية
- شيكو بينهيرو على موقع ميوزك برينز (الإنجليزية)
- شيكو بينهيرو على موقع أول ميوزيك (الإنجليزية)
- شيكو بينهيرو على موقع ديسكوغز (الإنجليزية)